# Monaster Wniebowstąpienia Pańskiego w Moskwie
Monaster Wniebowstąpienia Pańskiego – prawosławny żeński klasztor w Moskwie, w obrębie Kremla, istniejący od końca XIV wieku do roku 1918, w 1929 całkowicie zniszczony. Najbogatszy monaster żeński w carskiej Rosji, tradycyjne miejsce pochówków kobiet z rodziny panującej (do przeniesienia stolicy do Petersburga).

## Historia

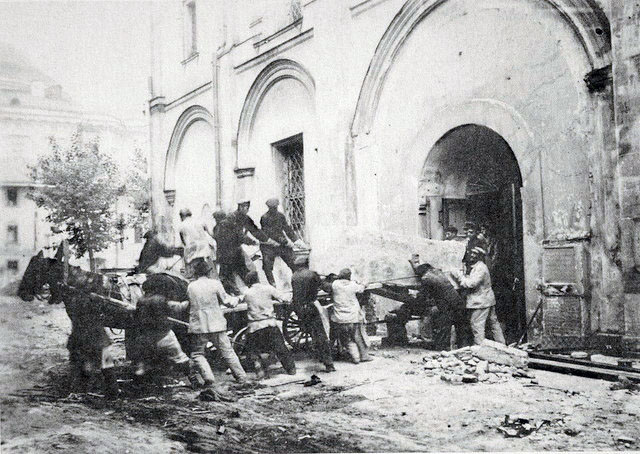
Wyniesienie nagrobków i szczątków kobiet z rodziny carskiej z monasteru przed jego wysadzeniem w powietrze

Monaster Wniebowstąpienia Pańskiego został utworzony z inicjatywy Eudoksji (Jewdokii) Dmitrijewny, żony Dymitra Dońskiego. Eudoksja założyła na Kremlu niewielką cerkiew Narodzenia Matki Bożej, a następnie zgromadziła przy dworze wspólnotę mniszą. Dokładna data utworzenia klasztoru nie została ustalona. Cały kompleks jego zabudowań (cele mniszek, drewniany sobór Wniebowstąpienia Pańskiego) powstał jednak jeszcze przed 1407, gdy na kilka tygodni przed śmiercią Eudoksja złożyła wieczyste śluby mnisze z imieniem Eufrozyna. Po tym wydarzeniu twórczyni monasteru nakazała wzniesienie murowanego soboru na miejscu drewnianego. Prace nad nim kontynuowała Zofia Witoldówna, synowa Eudoksji (małżonka Wasyla I). Z powodu licznych pożarów sobór nie został jednak ukończony przez całą pierwsza połowę XV w. W 1467 wdowa po Wasylu II Ślepym, Maria Jarosławna, poleciła Wasilijowi Jermolinowi rozebrać w całości funkcjonującą cerkiew i zbudować nowy obiekt sakralny, ostatecznie jednak budowniczy dokonał jedynie remontu i przekształcenia istniejącej budowli. W takiej postaci monasterski sobór przetrwał do 1518, gdy z polecenia Wasyla III został rozebrany, a na jego miejscu wzniesiono dokładną kopię innego kremlowskiego soboru – cerkwi św. Michała Archanioła. Wtedy również monaster Wniebowstąpienia Pańskiego stał się miejscem tradycyjnych pochówków małżonek carów Rosji.
W klasztorze żyły – z własnej woli lub przymuszone do tego – kobiety z rodziny carskiej. Po objęciu władzy w Rosji przez Dymitra Samozwańca w monasterze uwięziono Ksenię, córkę Borysa Godunowa. Przed ślubem z Samozwańcem w monasterze mieszkała również Maryna Mniszchówna. Już po Wielkiej Smucie w klasztorze zamieszkała mniszka Marta – w świecie Ksenia Romanowa, matka cara Michała I Romanowa. W latach 1727–1730 w monasterze Wniebowstąpienia Pańskiego przebywała mniszka Helena – Eudoksja Łopuchina, pierwsza, siłą oddalona żona Piotra I.
Monaster Wniebowstąpienia Pańskiego był najbogatszym klasztorem żeńskim w Rosji carskiej. W jego święto patronalne uroczystościom przewodniczył (do czasu zniesienia patriarchatu) patriarcha moskiewski i całej Rusi. Mniszki zajmowały się wykonywaniem ubrań dla członków rodziny carskiej i ludzi związanych z dworem, przy klasztorze istniała także szkoła dla dziewcząt z najznaczniejszych rodzin rosyjskich, gdzie oferowano naukę czytania i pisania, śpiewu cerkiewnego, dworskiej etykiety i robót ręcznych. 

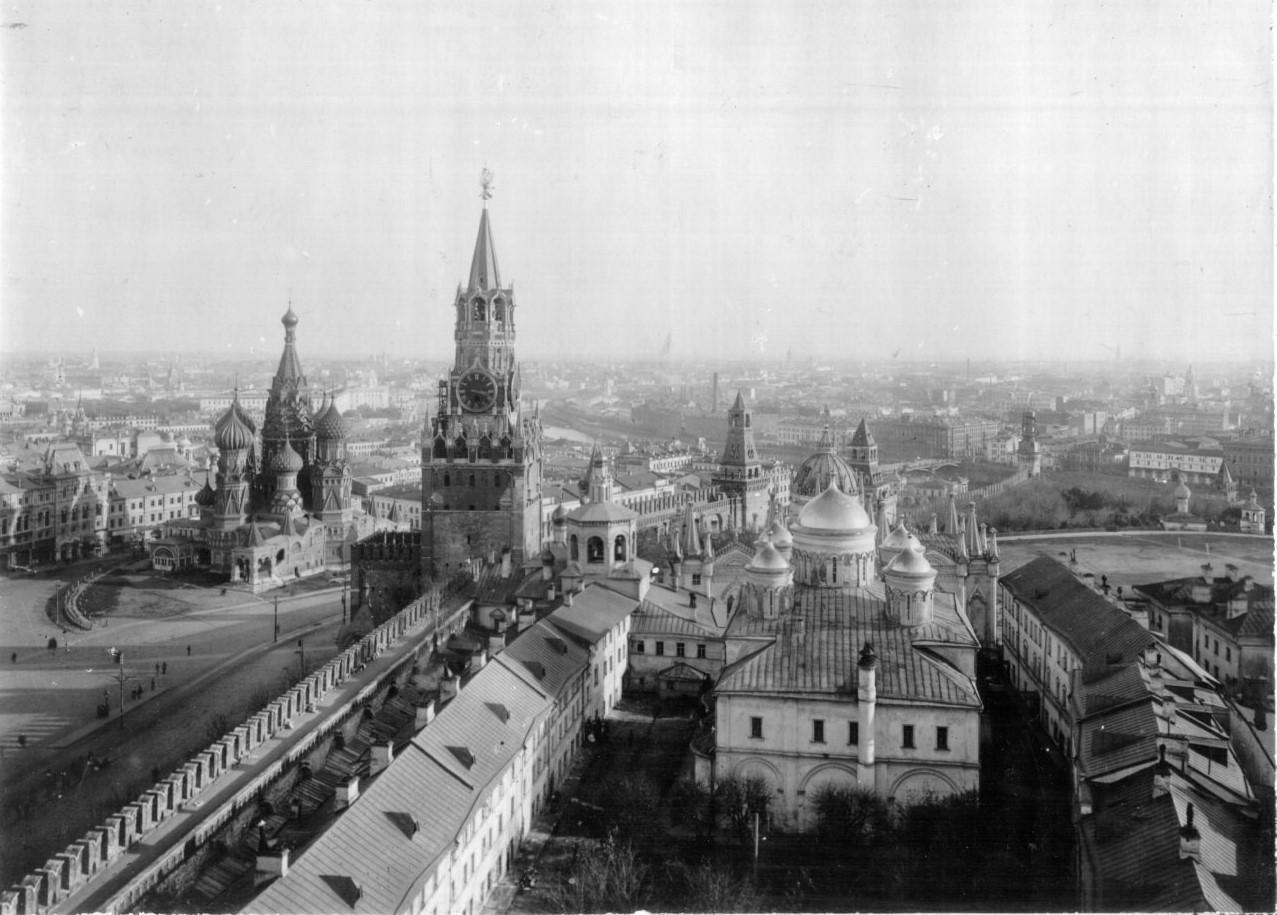
Widok Kremla z monasterem Wniebowstąpienia Pańskiego. Na pierwszym planie kopuły soboru Wniebowstąpienia Pańskiego

W latach 30. XVIII w. w soborze Wniebowstąpienia Pańskiego utworzono boczne ołtarze Zaśnięcia Matki Bożej oraz Ikony Matki Bożej „Wszystkich Strapionych Radość”. Fundatorką drugiego z nich była caryca Anna. Ona również odbudowała monaster po tym, gdy w 1737 uległ on niemal całkowitemu zniszczeniu wskutek pożaru. W odnowionej wspólnocie szczególną czcią otaczano odtąd Ikonę Matki Bożej „Krzew Gorejący”, która w prawosławnej tradycji chroni przed ogniem. Oprócz głównego soboru w monasterze czynne były cerkwie św. Michała Maleina (z bocznym ołtarzem św. Teodora) i św. Katarzyny. Według tradycji fundatorką pierwszej była mniszka Marta (Ksenia Romanowa), matka cara Michała, która również zdecydowała o wezwaniu świątyni: jej patronami zostali święci patronowie jej syna i męża (Fiodora Romanowa, późniejszego patriarchy Filareta). Cerkiew św. Katarzyny została natomiast wzniesiona w ostatnich dekadach XVII w. z woli Katarzyny, córki cara Aleksego I. Na początku XIX w. na jej miejscu otwarto nową cerkiew pod tym samym wezwaniem, którą z polecenia cara Aleksandra I zaprojektował włoski architekt Carlo Rossi. Poświęcona w 1817 budowla reprezentowała obcy prawosławnej rosyjskiej tradycji styl gotycki. Wcześniej, w czasie wojny francusko-rosyjskiej, klasztor został rozgrabiony przez armię napoleońską (mniszki opuściły Moskwę przed wkroczeniem Francuzów).
Monaster Wniebowstąpienia Pańskiego poniósł znaczne straty w czasie walk w Moskwie podczas rewolucji październikowej. W marcu 1918, gdy Rada Komisarzy Ludowych wybrała Kreml moskiewski na swoją siedzibę, mniszki musiały opuścić budynki monasterskie. Bezskutecznie próbowały wynieść z monasteru najcenniejsze elementy jego wyposażenia. Jeszcze w tym samym roku cerkiew św. Katarzyny została zaadaptowana na salę gimnastyczną. W 1929 cały kompleks klasztorny został zburzony. Nagrobki i szczątki kobiet z rodziny carskiej przeniesiono do soboru św. Michała Archanioła. Na miejscu monasteru zbudowano siedzibę Prezydium Rady Najwyższej ZSRR w stylu pseudoklasycystycznym, według projektu Riebierga.
Z wyposażenia monasteru przetrwał ikonostas z końca XVII wieku, przeniesiony po 1917 do cerkwi Dwunastu Apostołów w kompleksie dawnego pałacu patriarszego na Kremlu. W ikonostasie tym tradycyjnie – na miejscu przeznaczonym dla ikony Matki Bożej – znajdowała się Fiodorowska Ikona Matki Bożej, patronka dynastii Romanowów, zaś w górnym rzędzie umieszczono wyobrażenia scen Męki Pańskiej oparte na ilustracjach do holenderskiego wydania Biblii. Ikonostas jest bogato zdobiony rzeźbami z motywami winorośli oraz kwiatów i owoców, nawiązujących do piękna i obfitości rajskiego ogrodu. Innym cennym elementem wyposażenia monasteru, który nie uległ zniszczeniu, jest ikona Matki Bożej „Hodegetria”, napisana w końcu XV w. przez Dionizego, jako kopia starszego wizerunku zniszczonego w pożarze.

### Pochówki kobiet z rodziny panującej
W głównym soborze monasteru Wniebowstąpienia Pańskiego pochowano, oprócz twórczyni wspólnoty, następujące osoby:
- Zofię Paleolog, drugą żonę Wasyla III Rurykowicza
- Helenę Wołoszkę, żonę Iwana, syna Iwana III z pierwszego małżeństwa
- Eufrozynę Staricką oraz Eudokię, matkę i żonę Włodzimierza Andriejewicza, kuzyna Iwana Groźnego
- Helenę Glińską, matkę Iwana Groźnego
- Anastazję Romanową, pierwszą żonę Iwana Groźnego
- Uljanę Romanową, matkę Anastazji, mniszkę monasteru Wniebowstąpienia Pańskiego pod imieniem Anastazji
- Marię, w monasterze mniszkę Martę, ostatnią (siódmą) żonę Iwana Groźnego i matkę carewicza Dymitra
- Marię Szujską, żonę Wasyla Szujskiego, w monasterze – mniszkę Helenę
- Ksenię Romanową (mniszkę Martę), matkę Michała I Romanowa
- Marię Dołgoruką, pierwszą żonę Michała I Romanowa
- Eudoksję Strieszniewą, drugą żonę Michała I Romanowa
- Marię Miłosławską, pierwszą żonę Aleksego I Romanowa
- Natalię Naryszkinę, jego drugą żonę
- Praskowję Iwanownę, siostrę carycy Anny Iwanowny[1].